# Mitrospingus oleagineus
Mitrospingus oleagineus е вид птица от семейство Тангарови (Thraupidae).

## Разпространение
Видът е разпространен в Бразилия, Венецуела и Гвиана.